# 刘金莉
刘金莉（1989年3月16日—），中国女子冰壶运动员，2008年世界女子锦标赛银牌得主、2009年世界大冬会女子金牌得主、2009年世界女子锦标赛金牌得主、2017年亚洲冬季运动会女子金牌得主。